# Leonard Willem van Os
Leonard Willem van Os (Sneek, 6 juli 1844 – Diever, 28 mei 1900) was een burgemeester van de voormalige gemeente Diever in de Nederlandse provincie Drenthe.

## Leven en werk
Van Os werd in 1844 in Sneek geboren als zoon van de onderwijzer in de Franse taal Pieter van Os en Johanna Nicolasina Romswinckel. Hij trad in april 1870 als secretaris in dienst bij de Maatschappij van Weldadigheid in Frederiksoord. Voor die tijd had hij deze functie al waargenomen. Op 1 januari 1875 werd Van Os geïnstalleerd als burgemeester van Diever. Hij zou deze functie ruim 25 jaar vervullen tot zijn overlijden in 1900. Tijdens zijn loopbaan als burgemeester van Diever richtte hij in 1887 samen met anderen de Noordelijke Hypotheekbank op. Samen met Egge Venhuizen werd hij tevens directeur van deze hypotheekbank. Ook was hij medeaandeelhouder.
Hij trouwde op 28 september 1871 in Barneveld met Leentje Mulder. Van Os overleed in 1900 op 55-jarige leeftijd in zijn woonplaats Diever. Hij werd als burgemeester opgevolgd door zijn zoon Hendrik Gerard.